# Дони (буква)
Дони (დ, груз. დონი) — четвёртая буква грузинского алфавита.

## Использование
В грузинском языке обозначает звук [d]. Числовое значение в изопсефии — 4 (четыре).
Также используется в грузинском варианте лазского алфавита, используемом в Грузии. В латинице, используемой в Турции, ей соответствует d.
Ранее использовалась в абхазском (1937—1954) и осетинском (1938—1954) алфавитах на основе грузинского письма, после их перевода на кириллицу в обоих случаях была заменена на д.
Во всех системах романизации грузинского письма передаётся как d. В грузинском шрифте Брайля букве соответствует символ ⠙ (U+2819).

### Грамматика
- Да — соединительный союз «и», этимологическое значение «сестра».
- Дан — окончание исходного падежа, совпадает с окончанием исходного падежа в турецком и татарском языке, переводится предлогом «из».

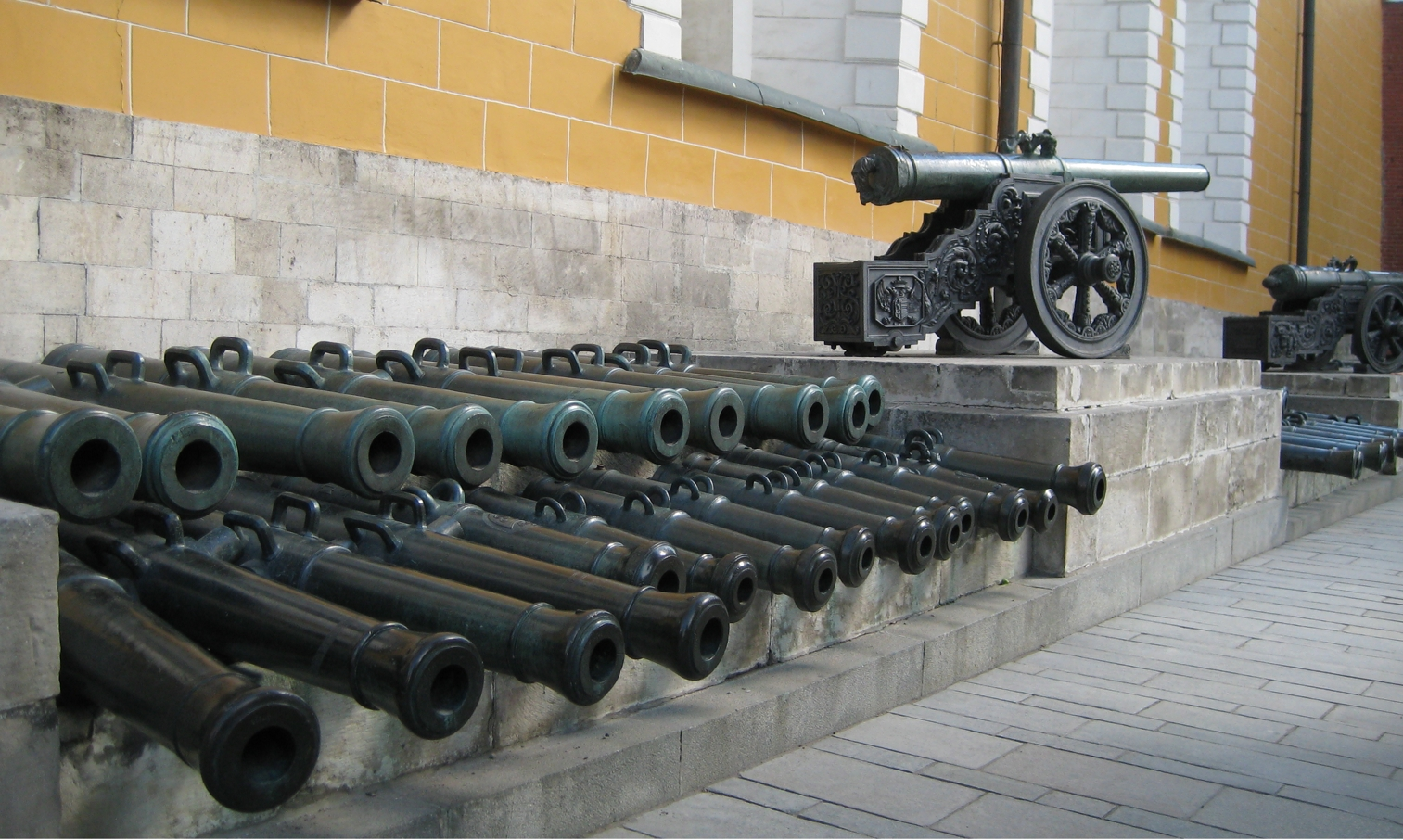
დავლა (давла) — Добыча

## Написание
| Асомтаврули | Нусхури | Мхедрули |
| ----------- | ------- | -------- |
|             |         |          |

## Кодировка
Дони асомтаврули и дони мхедрули включены в стандарт Юникод начиная с самой первой его версии (1.0.0) в блоке «Грузинское письмо» (англ. Georgian) под шестнадцатеричными кодами U+10A3 и U+10D3 соответственно.
Дони нусхури была добавлена в Юникод в версии 4.1 в блок «Дополнение к грузинскому письму» (англ. Georgian Supplement) под шестнадцатеричным кодом U+2D03; до этого она была унифицирована с дони мхедрули.
Дони мтаврули была включена в Юникод в версии 11.0 в блок «Расширенное грузинское письмо» (англ. Georgian Extended) под шестнадцатеричным кодом U+1C93.